# Yo-Yo-Vereinigung Deutschland
Die GYYA – Yo-Yo-Vereinigung Deutschland e. V. ist ein deutscher Verband von Jo-Jo-Spielern zur Förderung und Pflege ihres Sports. Die Abkürzung GYYA steht für German Yo-Yo Association.
Die GYYA ist ein ordentlich eingetragener Verein, Sitz ist Markdorf am Bodensee.
Die GYYA veranstaltet die German Yo-Yo Masters (Deutsche Yo-Yo-Meisterschaften) sowie weitere Wettbewerbe und Schiedsrichterschulungen. Außerdem veranstaltet die GYYA seit 2000 jährliche Yo-Yo-Camps und unterstützt den World Yo-Yo Contest, an dem jährlich auch die besten Spieler Deutschlands teilnehmen.
Die GYYA wurde im Herbst 1999 bei den 2. German Yo-Yo Masters gegründet. Einer der Gründe der Gründung war, dass man Meisterschaften und Wettbewerbe unabhängig von der Industrie und bestimmten Jo-Jo-Unternehmen ausrichten und so einen sportlichen und fairen Wettkampf garantieren wollte, bei dem herstellerunabhängige Jo-Jos benutzt werden dürfen.
Seit 2002 ist die GYYA auch im European Yo-Yo Committee tätig, um Kontakte zu pflegen und Camps auf europäischer Ebene zu veranstalten. Außerdem wurde ein einheitliches Regelwerk für Wettbewerbe erstellt, das sich an den internationalen Gegebenheiten orientiert.
Die GYYA ist auch Mitorganisator des European Yo-Yo Championships, der Yo-Yo Europameisterschaft. Diese fand erstmals im Januar 2010 in Prag statt und wird nun jedes Jahr stattfinden.

## German Yo-Yo Masters
Bisher fand die Deutsche Yo-Yo Meisterschaft in folgenden Orten statt:
1. 1998 in Frankfurt auf der Life-Messe
2. 1999 in Münster in der Sparkasse Münster
3. 2000 in Hannover auf der Expo 2000
4. 2001 in Münster auf der Münsterlandschau
5. 2002 in Münster auf der Münsterlandschau
6. 2003 in Berlin auf der Hobbyland
7. 2004 in Dresden auf dem Dresdner Herbst
8. 2005 in Dresden auf dem Dresdner Herbst
9. 2006 in Dresden auf dem Dresdner Herbst
10. 2007 in Dresden auf dem Dresdner Herbst
11. 2008 in Leipzig auf der Messe modell-hobby-spiel
12. 2009 in Leipzig auf der Messe modell-hobby-spiel
13. 2010 in Leipzig auf der Messe modell-hobby-spiel
14. 2011 in Leipzig auf der Messe modell-hobby-spiel
15. 2012 in Leipzig auf der Messe modell-hobby-spiel
16. 2013 in Leipzig auf der Messe modell-hobby-spiel
17. 2014 in Leipzig auf der Messe modell-hobby-spiel
18. 2015 in Leipzig auf der Messe modell-hobby-spiel
19. 2016 in Leipzig auf der Messe modell-hobby-spiel
20. 2017 in Leipzig auf der Messe modell-hobby-spiel
21. 2018 in Leipzig auf der Messe modell-hobby-spiel
22. 2019 in Leipzig auf der Messe modell-hobby-spiel
23. 2021 in Leipzig auf der Messe modell-hobby-spiel
24. 2022 in Leipzig auf der Messe modell-hobby-spiel
25. 2023 in Leipzig auf der Messe modell-hobby-spiel
26. 2024 in Leipzig auf der hobbymesse